# تونی ایمی
تونی ایمی (انگلیسی: Tony Imi؛ ۲۷ مارس ۱۹۳۷ – ۸ مارس ۲۰۱۰) فیلم‌بردار اهل انگلستان بود.
از فیلم‌ها یا مجموعه‌های تلویزیونی که وی در آن‌ها نقش داشته است، می‌توان به سان‌شاین بویز و داستان دو شهر اشاره نمود.